# 西迪·穆罕默德·乌尔德·布巴卡尔
西迪·穆罕默德·乌尔德·布巴卡尔（Sidi Mohamed Ould Boubacar，1957年5月31日—），出在於毛里塔尼亚阿塔尔，毛里塔尼亚政治家，曾两度出任毛里塔尼亚总理。
| 前任： 马维亚·乌尔德·锡德艾哈迈德·塔亚 | 毛里塔尼亚总理 1992年-1996年 | 繼任： 谢赫·阿维亚·乌尔德·穆罕默德·库纳 |
| 前任： 斯杰海尔·乌尔德·穆巴拉克        | 毛里塔尼亚总理 2005年-2007年 | 繼任： 扎因·乌尔德·扎伊丹               |